# Världsmästerskapen i bordtennis 2018
Världsmästerskapen i bordtennis 2018 spelades i Halmstad, Sverige under perioden 29 april–6 maj 2018. I mästerskapen spelades lagtävlingar i ett divisionssystem där vinnaren i högsta divisionen blev världsmästare. De deltagande lagen delades in i tre divisioner (om vardera 24 lag) för både herrar och damer. Kina vann både dam- och herrturneringen.
Kvartsfinalen i damernas turnering mellan Sydkorea och Nordkorea spelades aldrig utan nationerna tävlade vidare i turneringen gemensamt som förenade Korea. Det var första gången sedan 1991 som länderna hade ett gemensamt lag i bordtennis-VM. Det förenade Korealaget förlorade semifinalen mot Japan.

## Medaljsummering
| Disciplin                        | Guld                                                               | Silver                                                                                      | Brons |
| Herrarnas lagtävling Detaljer... | Kina (Fan Zhendong, Lin Gaoyuan, Ma Long, Wang Chuqin och Xu Xin)  | Tyskland (Timo Boll, Ruwen Filus, Patrick Franziska, Dimitrij Ovtcharov och Bastian Steger) | Sverige (Anton Källberg, Kristian Karlsson, Mattias Karlsson, Truls Möregårdh och Jon Persson)                               |
| Herrarnas lagtävling Detaljer... | Kina (Fan Zhendong, Lin Gaoyuan, Ma Long, Wang Chuqin och Xu Xin)  | Tyskland (Timo Boll, Ruwen Filus, Patrick Franziska, Dimitrij Ovtcharov och Bastian Steger) | Sydkorea (Jang Woo-jin, Jung Young-sik, Kim Dong-hyun, Lee Sang-su, Lim Jong-hoon)                                           |
| Damernas lagtävling Detaljer...  | Kina (Chen Meng, Ding Ning, Liu Shiwen, Wang Manyu och Zhu Yuling) | Japan (Hina Hayata, Miu Hirano, Kasumi Ishikawa, Mima Ito och Miyu Nagasaki)                | Hongkong (Doo Hoi Kem, Lee Ho Ching, Mak Tze Wing, Ng Wing Nam, Soo Wai Yam Minnie)                                          |
| Damernas lagtävling Detaljer...  | Kina (Chen Meng, Ding Ning, Liu Shiwen, Wang Manyu och Zhu Yuling) | Japan (Hina Hayata, Miu Hirano, Kasumi Ishikawa, Mima Ito och Miyu Nagasaki)                | Korea (Cha Hyo-sim, Choe Hyon-hwa, Jeon Ji-hee, Kim Ji-ho, Kim Nam-hae, Kim Song-i, Seo Hyo-won, Yang Ha-eun, Yoo Eun-chong) |